# Zgrada hotela Bijela kuća u Bolu
Zgrada hotela Bijela kuća u mjestu Bolu, Šetalište Anđelka Rabadana 2, predstavlja zaštićeno kulturno dobro.

## Opis dobra
Zgrada hotela „Bijela kuća“ u Bolu, građena za dominikansku gimnazijsku zgradu, podignuta je uz morsku obalu između bolske luke i poluotoka Glavice. Građena je prema projektu arhitekta Lavoslava Horvata od 1934. do 1936. i odraz je funkcionalističkog pristupa kojeg je promovirao arh. Drago Ibler na čelu grupe „Zemlja“. Izdužena kamena dvokatnica značajno je ostvarenje hrvatske moderne arhitekture. Gimnazija je djelovala i za talijanske okupacije kao jedina škola na hrvatskom jeziku u srednjoj Dalmaciji. 27.XI 1943. u njoj je održana je I. oblasna konferencija USAOH-a za Dalmaciju. Nakon 1963. preuređena je u hotel i danas potpuno zapuštena.

## Zaštita
Pod oznakom Z-4065 zavedena je pod vrstom "nepokretno kulturno dobro - pojedinačno", pravna statusa zaštićena kulturnog dobra, klasificirano kao "javne građevine".

## Vanjske poveznice
|  | Zajednički poslužitelj ima još gradiva o temi Zgrada hotela Bijela kuća u Bolu |